# Martkopi
Martkopi (Georgisch: მარტყოფი) is een dorp in het oosten van Georgië met 7.397 inwoners (2014). Het ligt in het noorden van de gemeente Gardabani van de regio Kvemo Kartli op 20 kilometer ten noordoosten van hoofdstad Tbilisi en ongeveer 35 km ten noorden van het gemeentelijk centrum Gardabani. Martkopi is bekend van het klooster uit de 6e eeuw en de belangrijke Georgische veldslag in 1625.

## Geschiedenis

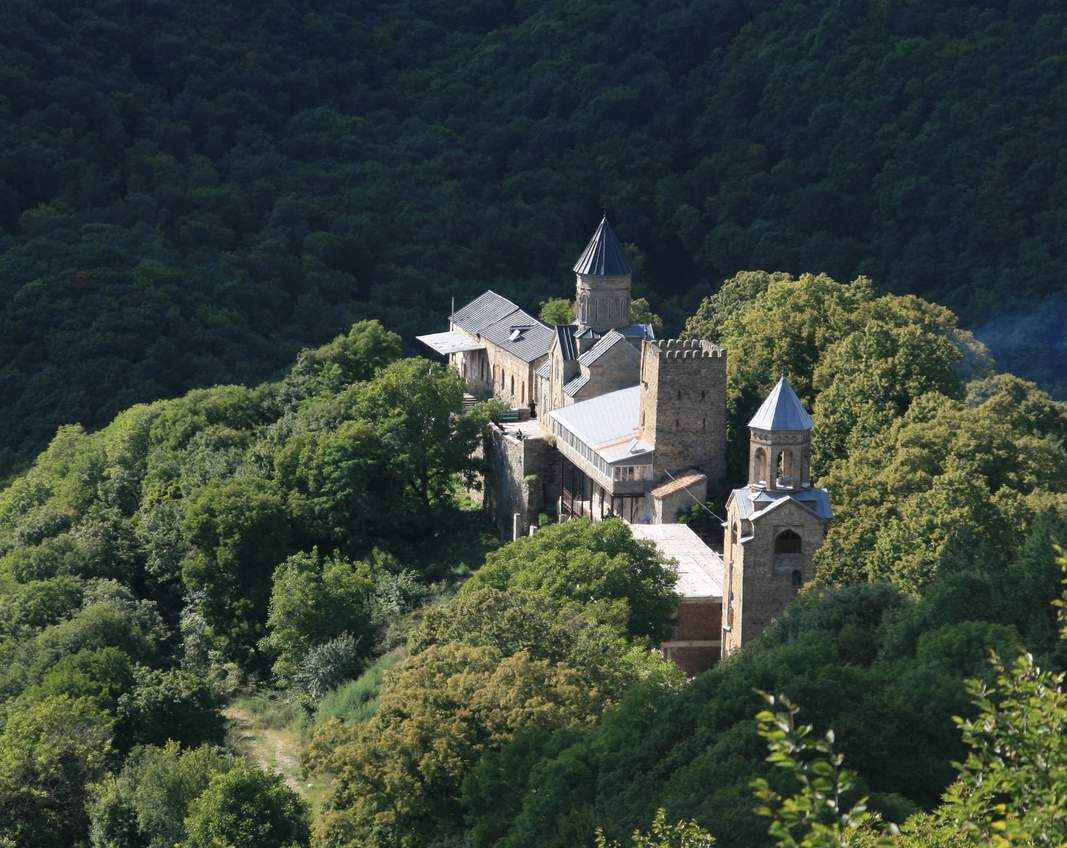
Martkopiklooster

Het grondgebied van Martkopi werd al in de klassieke oudheid bewoond. Archeologische vondsten uit de 2e eeuw v.Chr. hebben dat aangetoond, waaronder Partische munten. Tot de 6e eeuw had de plek de naam Akriani. Aangenomen wordt dat de naam Martkopi afkomstig is van een van de dertien Assyrische paters, Anton Martkopeli (Anton de Eenzame). Hij zonderde zich af in het Akrianigebergte, op een plek zes kilometer van het dorp en richtte er een klooster op. 
Op 25 maart 1625 vond in Martkopi een belangrijke veldslag plaats van de gezamenlijke strijdkrachten van Kartlië en Kachetië tegen de Safawieden. De Georgiërs behaalden met 15.000 troepen tegenover 30.000 Perzen een grote overwinning die belangrijk was voor het terugdringen van de Safawieden uit Georgië.
In het dorp zijn verschillende kerken te vinden die tot het erfgoed behoren. Er staan ook een tweetal deels vernielde woontorens uit de 18e eeuw. Martkopi is het centrum van de gelijknamige administratieve gemeenschap (თემი, temi) in de gemeente Gardabani, dat naast Martkopi nog 2 nabijgelegen dorpen omvat: Vaziani (ვაზიანი) en Saakadze (სააკაძე).

## Klooster

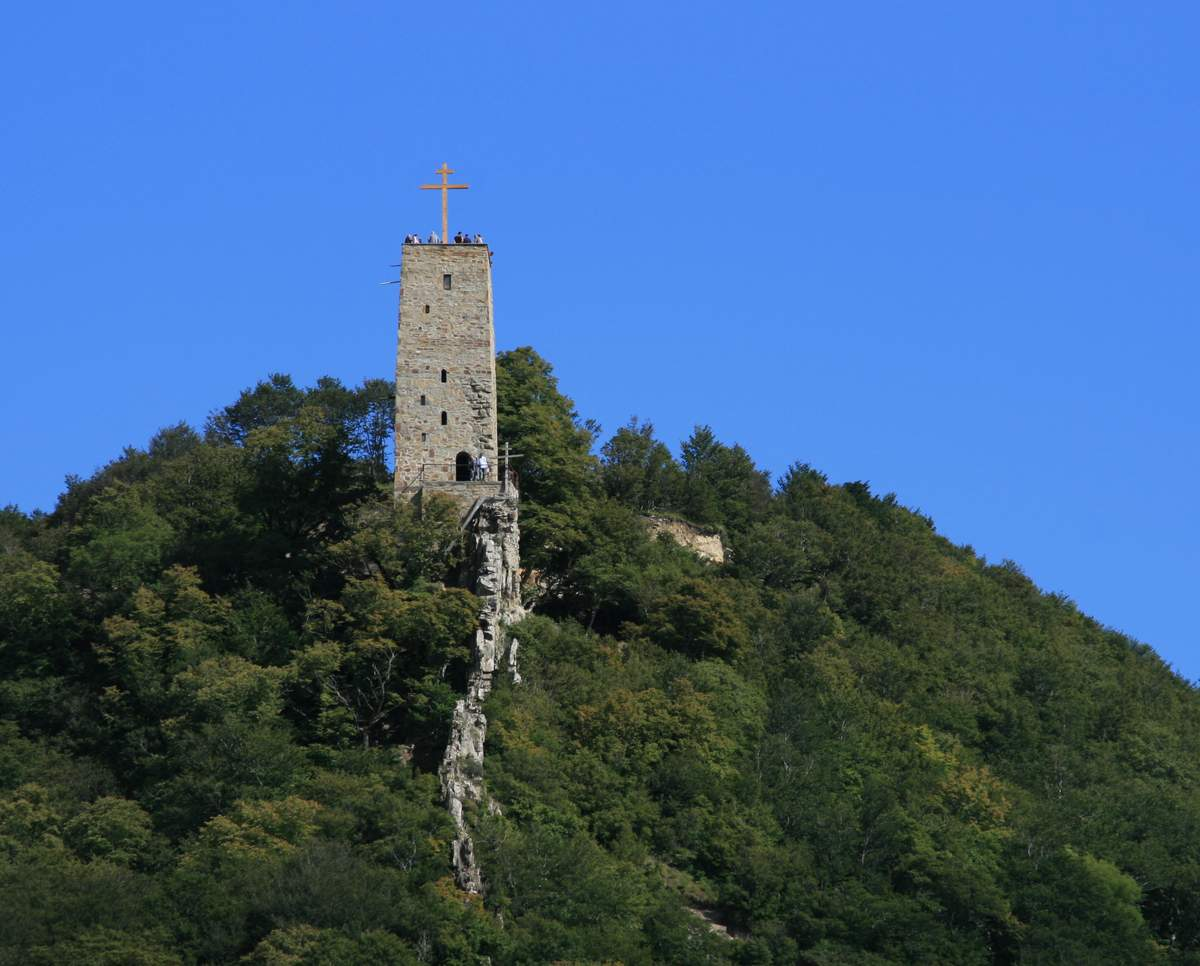
De toren waarin de Assyrische pater Anton Martkopeli zich afzonderde

Koning Vachtang I had aan het begin van de 6e eeuw in het Akrianigebergte een kerk laten bouwen, dat later als klooster ging functioneren. Op basis van inscripties wordt verondersteld dat David de Bouwer (1073-1125) het klooster liet renoveren. De Assyrische pater Anton Martkopeli zonderde zich in de 6e eeuw hier af in een toren en richtte een klooster op. 
Hij raakte bekend als een wonderman en anderen sloten zich uiteindelijk bij hem aan, waarmee het kloosterleven zich in Martkopi ontwikkelde. De toren van Martkopeli staat nog steeds op een berg boven het klooster en is net als het klooster nationaal cultureel erfgoed.
Na de invasie van de Gouden Horde in Georgië onder leiding van Berke, waarbij de stad Roestavi verwoest werd, verhuisde de bisschoppelijke zetel in 1265 van Roestavi naar het Martkopiklooster. In 1395, tijdens de invasie van Timoer Lenk, werd het Martkopiklooster verwoest. 

### Moderne tijd
Martkopi handhaafde tot het begin van de 19e eeuw de status van bisschoppelijk centrum. In 1856 werd op de restanten van het verwoeste klooster een nieuwe kerk gebouwd. De klokkentoren op het terrein stamt uit 1699. Kirion II, de eerste patriarch van de autocefale Georgisch-Orthodoxe Kerk, woonde in Martkopi tot zijn moord in juni 1918. Het klooster functioneerde tot 1934, toen het werd opgeheven door de communisten. Halverwege de 20e eeuw werd in het klooster een weeshuis geopend en werd het klooster later verbouwd tot recreatiewoning voor fabrieksarbeiders. In 1989 werd het kloosterleven in Martkopi 1989 hervat. Het Georgisch erkende bisdom van Abchazië is in het klooster gevestigd.

## Demografie
Volgens de volkstelling van 2014 had Martkopi 7.397 inwoners. De bevolking van het dorp bestond volgens deze telling voor 98,4% uit Georgiërs. Verder wonen er enkele tientallen Armeniërs en Russen.
| Aantal                                                       | 5.069 | 6.088 | 7.666 | 7.397 |
| Verantwoording data: 1923, 1970, volkstellingen 2002 en 2014 |       |       |       |       |

## Bezienswaardigheden
Martkopi staat bekend om het historische klooster dat oorspronkelijk uit de 6e eeuw stamt. Het huidige complex is in recentere eeuwen gebouwd. Het klooster is gesitueerd op een bergrichel op ongeveer zes kilometer ten noordwesten van het dorp en is bereikbaar via het dorp Norio. In Martkopi zelf zijn ook verschillende cultuurhistorische monumenten te vinden, waaronder 18e-eeuwse woontorens en een kerk uit 1780.

## Vervoer
Martkopi ligt een paar kilometer van de Tbilisi Bypass S9, de oostelijke randweg van de hoofdstad.

## Foto's

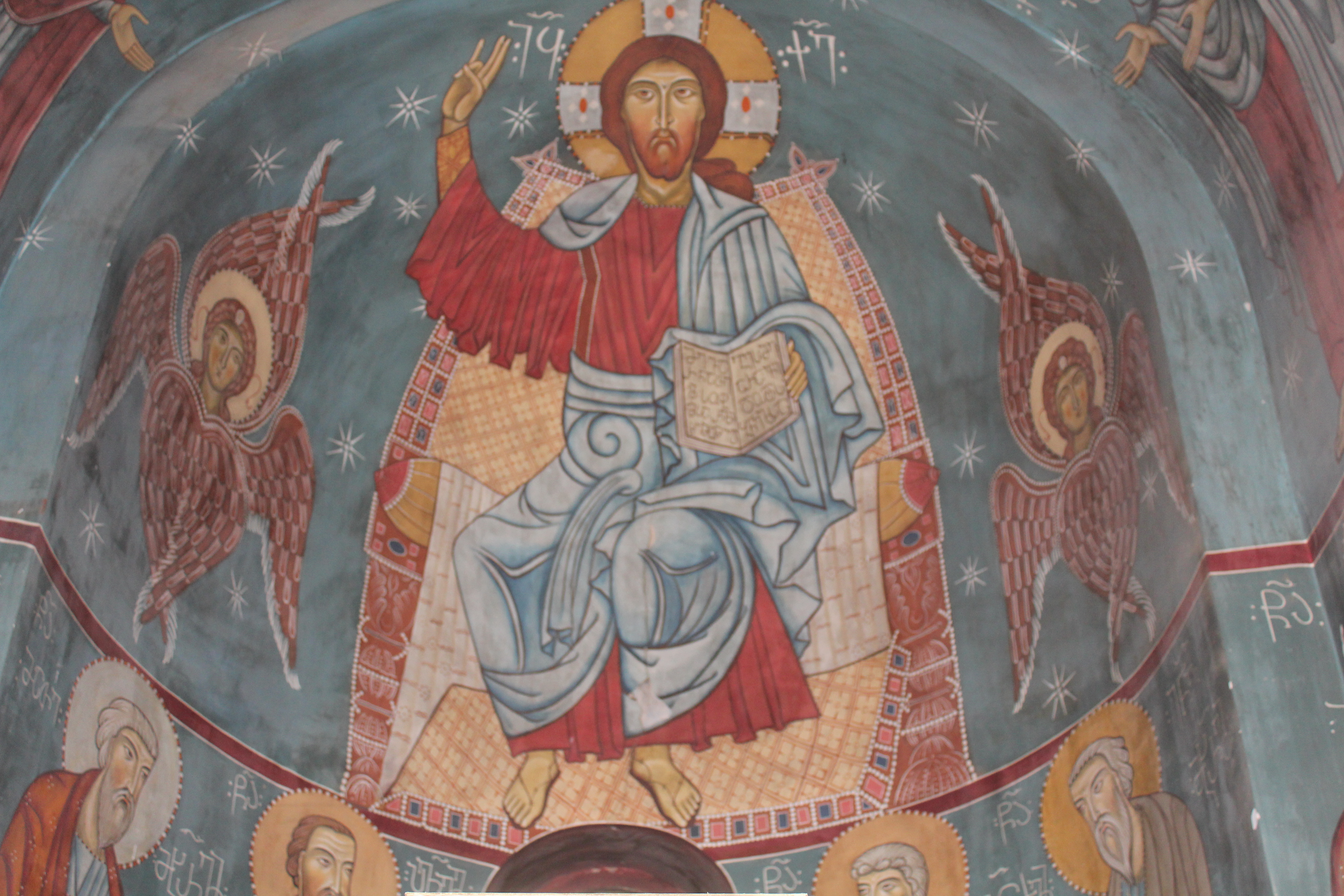
Muurschilderingen in kloosterkerk
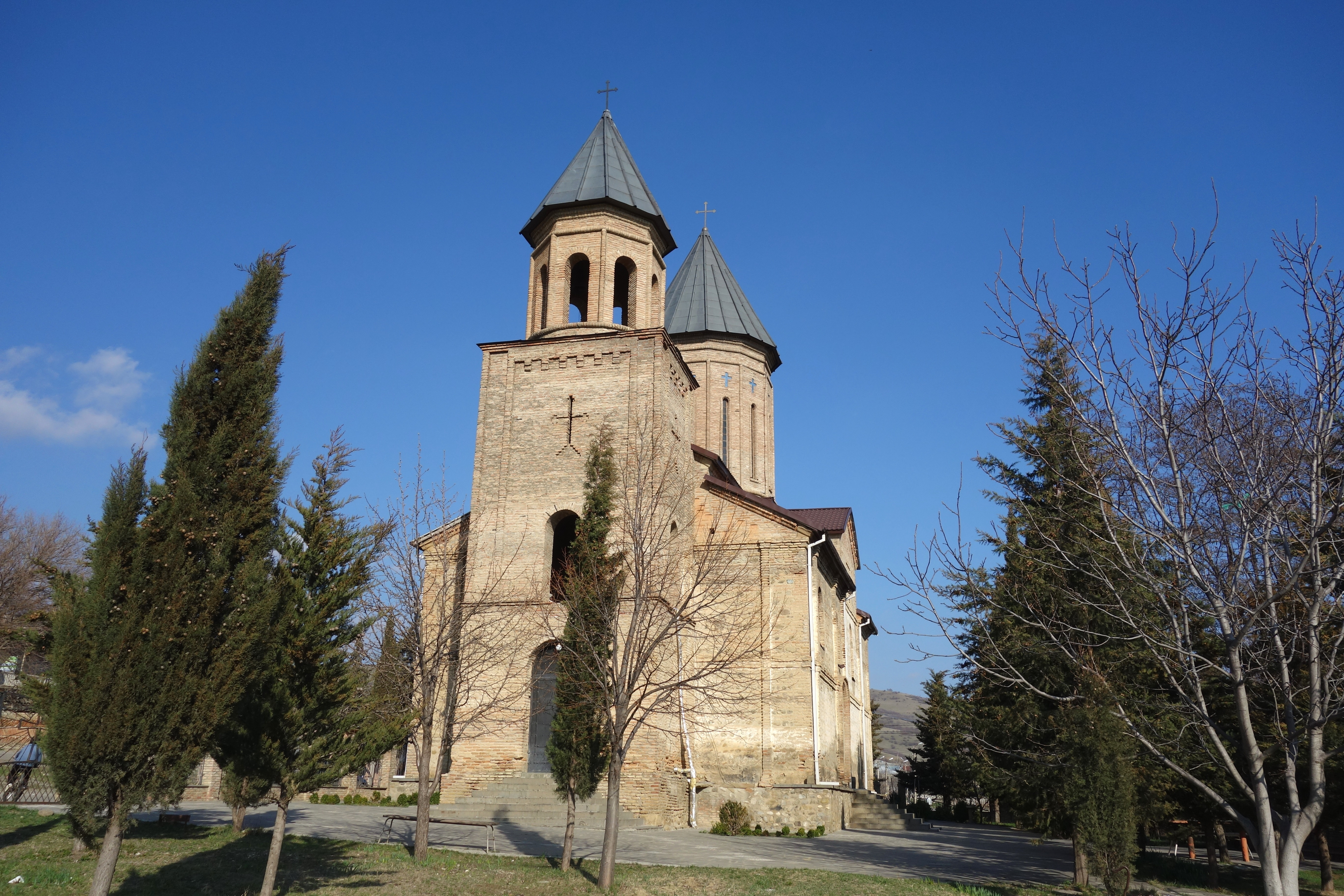
Mariakerk
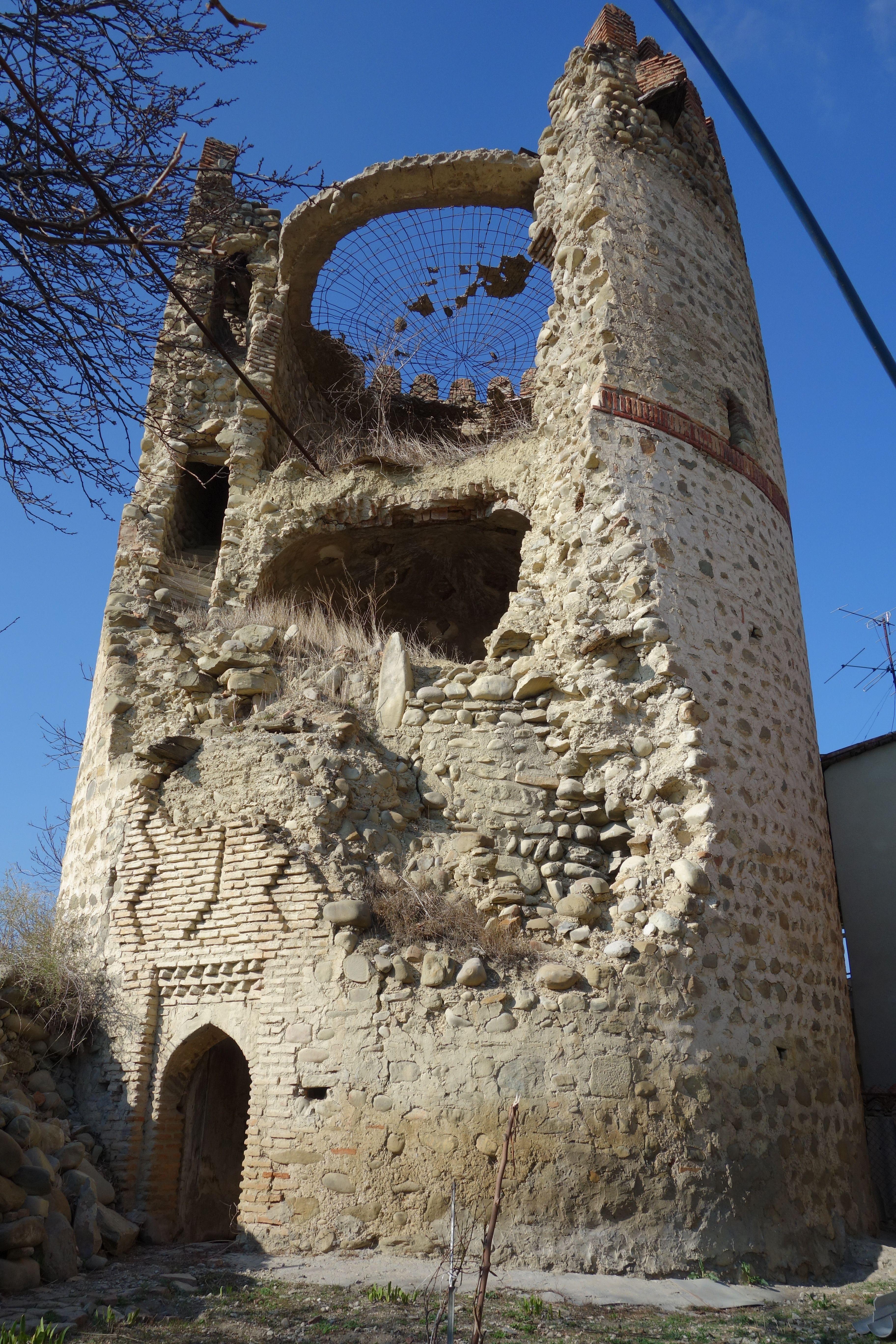
Woontoren uit de 18e eeuw